# 상청 스포츠 센터 스타디움
상청 스포츠 센터 스타디움(중국어 간체자: 上城體育中心體育場)는 중국 저장성 항저우시 상청구에 있는 다목적 경기장으로, 2009년 개장했다.